# أفنان فؤاد
أفنان فؤاد؛ (28 يوليو 1990) ممثلة سعودية.

## عن حياتها
ولدت في مدينة الرياض، بدأت العمل الفني بعام 2011 من خلال مشاركتها كوجه جديد في حلقة من مسلسل طاش ما طاش 18 واستمرت بعد ذلك بالعمل الفني، وهي خريجة بكالوريوس إعلام، وأيضا حاصلة على دوره في فنون الدراما من أكاديمية مانهاتن في ولاية نيويورك الأمريكية.

## أعمالها

### المسلسلات
حسبة عمري 2025
- 2009: كوميدو.
- 2011: طاش ما طاش 18.
- 2012: يا تصيب يا تخيب.
- 2012: هشتقه.
- 2012: من الأخر.
- 2012: كلام الناس.
- 2012: شباب البومب.
- 2012: ألو مرحبا.
- 2013: صح عليك.
- 2013: شباب البومب 2.
- 2013: الخطاف.
- 2015: سيلفي.
- 2015: الذاهبة.
- 2016: شد بلد.
- 2017: سناب شاف.
- 2018: العاصوف - الجزء الأول والثاني.
- 2019: هايبر لوب.[2]

### الأفلام
- هيفاء.

## روابط خارجية
- أفنان فؤاد على موقع قاعدة بيانات الأفلام العربية